# Villars-Epeney
Villars-Epeney es una comuna suiza del cantón de Vaud, situada en el distrito de Jura-Nord vaudois. Limita al oeste y norte con la comuna de Cheseaux-Noréaz, al este con Yvonand, y al sur con Cuarny.
La comuna formó parte hasta el 31 de diciembre de 2007 del distrito de Yverdon, círculo de Molondin.

## Enlaces externos

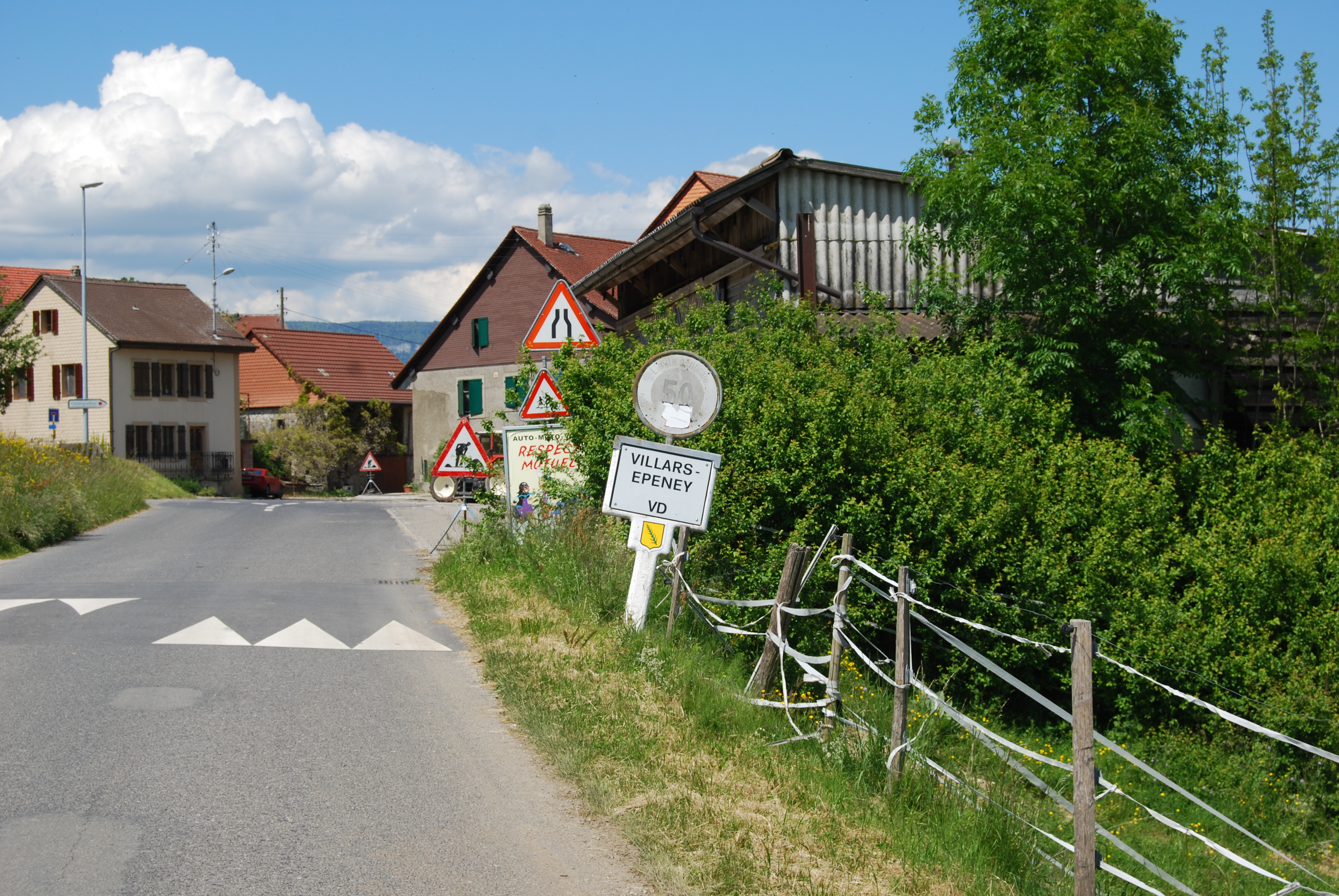
Villars-Epeney